# Општина Рамос Ариспе (Коавила)
Рамос Ариспе (шп. Ramos Arizpe) општина је у Мексику у савезној држави Коавила. Општина се налази на надморској висини од 1392 м.

## Становништво
Према подацима из 2010. у општини је живело 75461 становника.

### Хронологија
| Година       | 2000                  | 2005                  | 2010                  |
| ------------ | --------------------- | --------------------- | --------------------- |
| Становништво | 39853 (20293 / 19560) | 56708 (28800 / 27908) | 75461 (38302 / 37159) |

### Попис
| \| \| м \| \| \| ж \| \| 0—2 \| 2.455 \| \| \| 2.490 \| \| 3—5 \| 2.529 \| \| \| 2.503 \| \| 6—11 \| 5.042 \| \| \| 4.745 \| \| 12—14 \| 2.173 \| \| \| 2.121 \| \| 15—17 \| 2.192 \| \| \| 2.182 \| \| 18—24 \| 4.471 \| \| \| 4.262 \| \| 60+ \| 2.181 \| \| \| 2.128 \| \| Просек : \| 27,9 \| \| \| 27,9 \| |       |  |  |       |
| |       |  |  |       |
| | м     |  |  | ж     |
| 0—2 | 2.455 |  |  | 2.490 |
| 3—5 | 2.529 |  |  | 2.503 |
| 6—11 | 5.042 |  |  | 4.745 |
| 12—14 | 2.173 |  |  | 2.121 |
| 15—17 | 2.192 |  |  | 2.182 |
| 18—24 | 4.471 |  |  | 4.262 |
| 60+ | 2.181 |  |  | 2.128 |
| Просек : | 27,9  |  |  | 27,9  |

| #   | Индикатор                                                                                        | Вредност |
| --- | ------------------------------------------------------------------------------------------------ | -------- |
| 1   | Становништво од 0 до 2 године                                                                    | 4945     |
| 2   | Мушко становништво од 0 до 2 године                                                              | 2455     |
| 3   | Женско становништво од 0 до 2 године                                                             | 2490     |
| 4   | Становништво са 3 и више година                                                                  | 69476    |
| 5   | Мушко становништво са 3 и више година                                                            | 35330    |
| 6   | Женско становништво са 3 и више година                                                           | 34146    |
| 7   | Становништво са 5 и више година                                                                  | 66099    |
| 8   | Мушко становништво са 5 и више година                                                            | 33636    |
| 9   | Женско становништво са 5 и више година                                                           | 32463    |
| 10  | Становништво са 12 и више година                                                                 | 54657    |
| 11  | Мушко становништво са 12 и више година                                                           | 27759    |
| 12  | Женско становништво са 12 и више година                                                          | 26898    |
| 13  | Становништво са 15 и више година                                                                 | 50363    |
| 14  | Мушко становништво са 15 и више година                                                           | 25586    |
| 15  | Женско становништво са 15 и више година                                                          | 24777    |
| 16  | Становништво са 18 и више година                                                                 | 45989    |
| 17  | Мушко становништво са 18 и више година                                                           | 23394    |
| 18  | Женско становништво са 18 и више година                                                          | 22595    |
| 19  | Становништво од 3 до 5 година                                                                    | 5032     |
| 20  | Мушко становништво од 3 до 5 година                                                              | 2529     |
| 21  | Женско становништво од 3 до 5 година                                                             | 2503     |
| 22  | Становништво од 6 до 11 година                                                                   | 9787     |
| 23  | Мушко становништво од 6 до 11 година                                                             | 5042     |
| 24  | Женско становништво од 6 до 11 година                                                            | 4745     |
| 25  | Становништво од 8 до 14 година                                                                   | 10801    |
| 26  | Мушко становништво од 8 до 14 година                                                             | 5533     |
| 27  | Женско становништво од 8 до 14 година                                                            | 5268     |
| 28  | Становништво од 12 до 14 година                                                                  | 4294     |
| 29  | Мушко становништво од 12 до 14 година                                                            | 2173     |
| 30  | Женско становништво од 12 до 14 година                                                           | 2121     |
| 31  | Становништво од 15 до 17 година                                                                  | 4374     |
| 32  | Мушко становништво од 15 до 17 година                                                            | 2192     |
| 33  | Женско становништво од 15 до 17 година                                                           | 2182     |
| 34  | Становништво од 18 до 24 године                                                                  | 8733     |
| 35  | Мушко становништво од 18 до 24 године                                                            | 4471     |
| 36  | Женско становништво од 18 до 24 године                                                           | 4262     |
| 37  | Женско становништво од 15 до 49 година                                                           | 20514    |
| 38  | Становништво са 60 и више година                                                                 | 4309     |
| 39  | Мушко становништво са 60 и више година                                                           | 2181     |
| 40  | Женско становништво са 60 и више година                                                          | 2128     |
| 41  | Однос између мушкараца и жена                                                                    | 103.08   |
| 42  | Становништво од нуле до 14 година                                                                | 24058    |
| 43  | Становништво од 15 до 64 године                                                                  | 47483    |
| 44  | Становништво од 65 година и више                                                                 | 2880     |
| 45  | Просечан број деце                                                                               | 2.2      |
| 46  | Становништво рођено у ентитету                                                                   | 59878    |
| 47  | Мушко становништво рођено у ентитету                                                             | 30269    |
| 48  | Женско становништво рођено у ентитету                                                            | 29609    |
| 49  | Становништво рођено у другом ентитету                                                            | 14223    |
| 50  | Мушко становништво рођено у другом ентитету                                                      | 7340     |
| 51  | Женско становништво рођено у другом ентитету                                                     | 6883     |
| 52  | Становништво од 5 година и више резидентно у ентитету у јуну 2005. године                        | 61582    |
| 53  | Мушко становништво старосног доба од 5 година и више, резидентно у ентитету у јуну 2005. године  | 31238    |
| 54  | Женско становништво старосног доба од 5 и више година, резидентно у ентитету у јуну 2005. године | 30344    |
| 55  | Становништво од 5 година и више које је живело у другом ентитету у јуну 2005. године             | 3896     |
| 56  | Мушко становништво старије од 5 година које је живело у другом ентитету у јуну 2005. године      | 2060     |
| 57  | Женско становништво старије од 5 година које је живело у другом ентитету у јуну 2005. године     | 1836     |
| 58  | Становништво од 3 године и више које говори аутохтони језик                                      | 193      |
| 59  | Мушко становништво старо 3 године и више које говори аутохтони језик                             | 105      |
| 60  | Женско становништво старо 3 године и више које говори аутохтони језик                            | 88       |
| 61  | Становништво од 3 године и више које говори аутохтони језик и не говори шпански језик            | 0        |
| 62  | Мушко становништво старо 3 године и више које говори аутохтони језик и не говори шпански         | 0        |
| 63  | Женско становништво старо 3 године и више које говори аутохтони језик и не говори шпански језик  | 0        |
| 64  | Становништво старо 3 године и више које говори аутохтони језик и шпански                         | 104      |
| 65  | Мушко становништво старо 3 године и више које говори аутохтони језик и шпански                   | 59       |
| 66  | Женско становништво старо 3 године и више које говори аутохтони језик и шпански                  | 45       |
| 67  | Становништво од 5 година и више које говори аутохтони језик                                      | 193      |
| 68  | Становништво од 5 година и више које говори аутохтони језик и не говори шпански језик            | 0        |
| 69  | Становништво од 5 година и више које говори аутохтони језик и говори шпански језик               | 104      |
| 70  | Становништво у домородачким домаћинствима                                                        | 504      |
| 71  | Становништво са ограничењима у активностима                                                      | 2166     |
| 72  | Становништво са ограниченим ходањем или кретањем, горе или доле                                  | 1029     |
| 73  | Становници са ограничењима вида, чак и уз кориштење сочива                                       | 718      |
| 74  | Становништво са ограничењима говора, комуникације или конверзације                               | 223      |
| 75  | Становништво са ограниченим слухом                                                               | 264      |
| 76  | Становништво са ограничењима при одевању, купању или јелу                                        | 158      |
| 77  | Становништво са ограничењима у опажању или учењу једноставних ствари                             | 124      |
| 78  | Становништво са менталним ограничењима                                                           | 204      |
| 79  | Становништво без ограничења активности                                                           | 71969    |
| 80  | Становништво од 3 до 5 година које не похађа школу                                               | 2208     |
| 81  | Мушко становништво од 3 до 5 година које не похађа школу                                         | 1120     |
| 82  | Женско становништво од 3 до 5 година које не похађа школу                                        | 1088     |
| 83  | Становништво од 6 до 11 година које не похађа школу                                              | 198      |
| 84  | Мушко становништво од 6 до 11 година које не похађа школу                                        | 103      |
| 85  | Женско становништво од 6 до 11 година које не похађа школу                                       | 95       |
| 86  | Становништво од 12 до 14 година које не похађа школу                                             | 331      |
| 87  | Мушко становништво од 12 до 14 година које не похађа школу                                       | 173      |
| 88  | Женско становништво од 12 до 14 година које не похађа школу                                      | 158      |
| 89  | Становништво од 15 до 17 година похађа школу                                                     | 2621     |
| 90  | Мушко становништво од 15 до 17 година похађа школу                                               | 1327     |
| 91  | Женско становништво између 15 и 17 година живота у школи                                         | 1294     |
| 92  | Становништво од 18 до 24 године похађа школу                                                     | 1715     |
| 93  | Мушко становништво од 18 до 24 године похађа школу                                               | 916      |
| 94  | Женско становништво од 18 до 24 године похађа школу                                              | 799      |
| 95  | Становништво од 8 до 14 година које не може да чита и пише                                       | 181      |
| 96  | Мушко становништво старосног доба од 8 до 14 година које не може да чита и пише                  | 106      |
| 97  | Женско становништво старосног доби од 8 до 14 година које не може да чита и пише                 | 75       |
| 98  | Становништво од 15 година и више које је неписмено                                               | 1608     |
| 99  | Мушко становништво од 15 година и више које је неписмено                                         | 762      |
| 100 | Женско становништво од 15 година и више које је неписмено                                        | 846      |
| 101 | Становништво старо 15 и више година без школовања                                                | 1791     |
| 102 | Мушко становништво старо 15 и више година без школовања                                          | 889      |
| 103 | Женско становништво старо 15 и више година без школовања                                         | 902      |
| 104 | Становништво старосног доба 15 и више година са непотпуним основним образовањем                  | 4158     |
| 105 | Мушко становништво старосног доба од 15 година и више са непотпуном основним образовањем         | 2008     |
| 106 | Женско становништво старосног доба 15 и више година са непотпуном основним образовањем           | 2150     |
| 107 | Становништво старо 15 и више година са комплетним основним образовањем                           | 7350     |
| 108 | Мушко становништво старо 15 година и више са комплетним основним образовањем                     | 3444     |
| 109 | Женско становништво старо 15 и више година са комплетним основним образовањем                    | 3906     |
| 110 | Становништво старосног доба 15 и више година са непотпуним средњим образовањем                   | 2083     |
| 111 | Мушко становништво старосног доба од 15 година и више са непотпуним средњим образовањем          | 1104     |
| 112 | Женско становништво старосног доба од 15 година и више са непотпуним средњим образовањем         | 979      |
| 113 | Становништво старо 15 и више година са пуним секундарном образовањем                             | 17096    |
| 114 | Мушко становништво старосног доба од 15 година и више са пуним секундарном образовањем           | 8923     |
| 115 | Женско становништво старосног доба од 15 година и више са пуним секундарном образовањем          | 8173     |
| 116 | Становништво старије од 18 година са постосновним образовањем                                    | 16012    |
| 117 | Мушко становништво старије од 18 година са постосновним образовањем                              | 8390     |
| 118 | Женско становништво старије од 18 година са постосновним образовањем                             | 7622     |
| 119 | Просечна оцена школовања                                                                         | 9.28     |
| 120 | Просечан ниво образовања мушке популације                                                        | 9.42     |
| 121 | Просечан ниво образовања женског становништва                                                    | 9.13     |
| 122 | Економски активно становништво                                                                   | 30385    |
| 123 | Економски активна мушка популација                                                               | 21434    |
| 124 | Економски активна женска популација                                                              | 8951     |
| 125 | Становништво које није економски активно                                                         | 24109    |
| 126 | Мушко становништво које није економски активно                                                   | 6234     |
| 127 | Женско становништво које није економски активно                                                  | 17875    |
| 128 | Запослено становништво                                                                           | 28963    |
| 129 | Запослено мушко становништво                                                                     | 20296    |
| 130 | Запослено женско становништво                                                                    | 8667     |
| 131 | Незапослена популација                                                                           | 1422     |
| 132 | Незапослена мушка популација                                                                     | 1138     |
| 133 | Незапослена женска популација                                                                    | 284      |
| 134 | Становништво без права на здравствене услуге                                                     | 13201    |
| 135 | Становништво које има право на здравствене услуге                                                | 61143    |
| 136 | Становништво које има право на ИМСС                                                              | 49857    |
| 137 | Становништво које има право на социјално осигурање                                               | 2253     |
| 138 | Становништво које има право на државно социјално осигурање                                       | 223      |
| 139 | Становништво које има право на опште осигурање или здравствено осигурање за нову генерацију      | 6383     |
| 140 | Становништво које је било једном или није било у браку током 12 година и више                    | 16530    |
| 141 | Венчано или уједињено становништво од 12 година и више                                           | 33785    |
| 142 | Становништво које је било у браку или уједињено 12 година и више                                 | 4282     |
| 143 | Становништво са католичком религијом                                                             | 62807    |
| 144 | Протестанти, еванђелисти и библијски следбеници различити од еванђелиста                         | 7478     |
| 145 | Становништво са другим религијама различитим од претходних                                       | 36       |
| 146 | Становништво без религије                                                                        | 3397     |
| 147 | Укупно пописаних домаћинства                                                                     | 19958    |
| 148 | Пописна домаћинства на челу са мушкарцима                                                        | 16874    |
| 149 | Пописна домаћинства на челу са женама                                                            | 3084     |
| 150 | Становништво у пописним домаћинствима                                                            | 74307    |
| 151 | Становништво у пописним домаћинствима на челу са мушкарцима                                      | 64857    |
| 152 | Становништво у пописним домаћинствима на челу са женама                                          | 9450     |
| 153 | Укупно домаћинстава                                                                              | 28339    |
| 154 | Укупно насељених домаћинстава                                                                    | 20299    |
| 155 | Укупно приватних кућа                                                                            | 27998    |
| 156 | Насељени приватни домови                                                                         | 19958    |
| 157 | Укупно насељених приватних кућа                                                                  | 20293    |
| 158 | Ненасељене приватне куће                                                                         | 6045     |
| 159 | Појединачна домаћинства за привремену употребу                                                   | 1995     |
| 160 | Становници у насељеним приватним кућама                                                          | 74307    |
| 161 | Насељеност станара у приватним становима                                                         | 3.72     |
| 162 | Просечно становника по соби у приватним насељеним домаћинствима                                  | 0.9      |
| 163 | Појединачна домаћинства са подовима од различитих материјала од земље                            | 19709    |
| 164 | Појединачна домаћинства у приземљу                                                               | 206      |
| 165 | Појединачна домаћинства са једном спаваћом собом                                                 | 4969     |
| 166 | Појединачна домаћинства са две спаваће собе и више                                               | 14953    |
| 167 | Појединачна домаћинства са једним собом                                                          | 300      |
| 168 | Појединачна домаћинства са две собе                                                              | 1344     |
| 169 | Појединачна домаћинства са 3 собе и више                                                         | 18269    |
| 170 | Појединачна домаћинства која имају електрично светло                                             | 19729    |
| 171 | Појединачна домаћинства која немају електрично светло                                            | 208      |
| 172 | Појединачна домаћинства која имају водоводну воду у стамбеном простору                           | 18956    |
| 173 | Појединачна домаћинства која немају водоводну воду у стамбеном простору                          | 954      |
| 174 | Појединачна домаћинства која имају тоалет                                                        | 19752    |
| 175 | Појединачна домаћинства која имају канализацију                                                  | 18324    |
| 176 | Појединачна домаћинства која немају канализацију                                                 | 1583     |
| 177 | Појединачна домаћинства која имају електрично светло, довод воде из јавне мреже и канализацију   | 17912    |
| 178 | Појединачна домаћинства без икаквих услова                                                       | 193      |
| 179 | Појединачна домаћинства која имају радио                                                         | 16053    |
| 180 | Појединачна домаћинства која имају телевизор                                                     | 19189    |
| 181 | Појединачна домаћинства која имају фрижидер                                                      | 18369    |
| 182 | Појединачна домаћинства која имају машину за веш                                                 | 15779    |
| 183 | Појединачна домаћинства која имају аутомобил или комби                                           | 11287    |
| 184 | Појединачна домаћинства која имају рачунар                                                       | 5828     |
| 185 | Појединачна домаћинства која имају фиксну телефонску линију                                      | 7718     |
| 186 | Појединачна домаћинства која имају мобилни телефон                                               | 14641    |
| 187 | Појединачна домаћинства која имају приступ интернету                                             | 3894     |